# Ascendancy
Az Ascendancy a Trivium második albuma, mellyel igazán bekerültek a metal mainstreambe. Műfaját tekintve metalcore hallható a korongon.

## Dalok
1. The End Of Everything
2. Rain
3. Pull Harder On The Strings Of Your Martyr
4. Drowned And Torn Asunder
5. Ascendancy
6. A Gunshot To The Head Of Trepidation
7. Like Light To The Flies
8. Dying In Your Arms
9. The Deceived
10. Suffocating Sight
11. Departure
12. Declaration

## Közreműködők
- Matt K. Heafy – Vokál, Gitár
- Corey Beaulieu – Gitár, Háttérvokál
- Travis Smith – Dobok
- Paolo Gregoletto – Basszusgitár, Háttérvokál